# (107223) Ripero
(107223) Ripero est un astéroïde de la ceinture principale.

## Description
(107223) Ripero est un astéroïde de la ceinture principale. Il fut découvert le 21 janvier 2001 à Pla D'Arguines par Rafael Ferrando. Il présente une orbite caractérisée par un demi-grand axe de 2,81 UA, une excentricité de 0,07 et une inclinaison de 4,6° par rapport à l'écliptique.

## Compléments